# Добри Вил Хантинг
Добри Вил Хантинг (енгл. Good Will Hunting) је америчка филмска драма из 1997. године, коју је режирао Гас Ван Сан, док главне улоге играју: Мет Дејмон, Робин Вилијамс, Бен Афлек, Мини Драјвер и Стелан Скарсгорд. Сценарио су написали Афлек и Дејмон, а радња прати 20-годишњег домара из Бостона, Вила Хантинга, непрепознатог генија који, као део одлагања кривичног гоњења након напада на полицајца, постаје клијент терапеута и проучава напредну математику са познатим професором. Кроз састанке са терапеутом, Вил преиспитује односе са својим најбољим пријатељем, својом девојком и самим собом, суочавајући се са значајним задатком борбе са својом прошлошћу и размишљања о будућности.
Филм је зарадио преко 225 милиона долара, наспрам буџета од 10 милиона долара. На 70. додели Оскара, филм је био номинован за девет ових награда, укључујући и за најбољи филм, а освојио је две: најбољи споредни глумац (Вилијамс) и најбољи оригинални сценарио (Афлек и Дејмон). 
2014. године, филм је смештен на 53. место листе часописа Холивуд репортер, „100 омиљених филмова”.

## Радња
21-годишњи Вил Хантинг из јужног Бостона је самоуки геније, иако ради као домар на Масачусетском технолошком институту и проводи своје слободно време пијући са својим пријатељима: Чакијем, Билијем и Морганом. Када професор Џералд Ламбо постави тежак математички задатак на табли, као изазов за своје дипломиране студенте, Вил га решава анонимно, што запањује и студенте и професора. Као изазов непознатом генију, Ламбо поставља још тежи математички проблем. Вил бежи када га Ламбо ухвати у писању решења на табли, касно током ноћи. У бару, Вил упознаје Скајлар, Британку која ускоро треба да заврши преддипломске студије на Харварду и која планира да похађа медицинску школу на Станфорду. 
Следећег дана, Вил и његови пријатељи се потуку са бандом која га је малтретирала док је био мали. Вила хапсе, након што је напао дежурног полицајца. Ламбо је присутан на његовом суђењу и посматра Вила како брани сам себе. Договара за њега избегавање затворске казне, ако он пристане да студира математику под Ламбоовим надзором и одлази на састанке код терапеута. Вил се првобитно слаже, али касније подругљиво разговара са својим терапеутима. Очајан, Ламбо позива доктора Шона Магвајера, свог цимера са факултета, који сада предаје психологију на Банкер Хил Комјунити колеџу. За разлику од осталих терапеута, Шон заправо изазива Вилове механизме одбране, а након првог састанка на коме је Шон припретио Вилу након што је овај увредио његову покојну супругу и пар непродуктивних састанака, Вил почиње да се отвара.
Вилу је нарочито занимљива Шонова прича о томе како је он упознао своју супругу, тако што је одустао од карата за историјску шесту утакмицу Светске серије у бејзболу 1975. године, након што се заљубио у њу на први поглед. Шон не жали због своје одлуке, иако је његова супруга умрла од рака. Ово охрабрује Вила да гради своју везу са Скајлар, иако је лаже о својој прошлости и невољан је да је упозна са својим пријатељима, као и да јој покаже сиромашни комшилук у коме живи. Вил такође изазива Шона да објективно погледа на свој живот, пошто Шон не може да крене даље од смрти своје супруге.
Ламбо уговара Вилу бројне интервјуе за посао, али Вил их ниподаштава слањем Чакија као свог „главног преговарача”, а такође одбија посао у Националној сигурносној агенцији са оштрим критиковањем моралне позиције те агенције. Скајлар пита Вила да се пресели са њом у Калифорнију, али он одбија и говори јој да је сироче и да га је његов очух физички злостављао. Вил раскида са Скајлар, а касније се разбешњава на Ламбоа, одбацујући математичка истраживања која је спроводио. Шон истиче да је Вил толико вешт у ишчекивању будућег неуспеха у својим међуљудским односима, да их намерно саботира како би избегао емоционалну бол. Чаки такође изазива Вила да пређе преко свог ината и да прихвати неки посао који му нуде на интервјуима, говорећи Вилу да дугује својим пријатељима да искористи све могућности које они неће имати, чак и ако то значи да ће једног дана отићи без освртања. Он онда говори Вилу да је најбољи део његовог дана кратак тренутак када га чека на његовим вратима, мислећи да је Вил отишао нечему већем.
Вил наилази на жестоку свађу између Шона и Ламбоа, о својим потенцијалима. Шон и Вил откривају да су обојица били жртве злостављања као деца. Шон помаже Вилу да схвати како је он жртва својих унутрашњих демона и да прихвати да то није његова кривица, због чега се Вил расплаче. Вил прихвата једну понуду за посао коју му је уговорио Ламбо. Пошто је помогао Вилу да преброди своје проблеме, Шон се помирује са Ламбоом и одлучује да оде на одмор. Вилови пријатељи му за 21. рођендан поклањају аутомобил, Шевролет Нову. Касније, Чаки одлази до Вилове куће како би га покупио и схвата да он није ту, што га усрећује. Вил шаље Шону писмо у коме му каже да обавести Ламбоа да он мора да „види једну девојку”, откривајући да је одустао од понуде за посао и уместо тога, кренуо у Калифорнију да се сусретне са Скајлар.

## Улоге
| Глумац           | Улога                 |
| ---------------- | --------------------- |
| Мет Дејмон       | Вил Хантинг           |
| Робин Вилијамс   | Шон Магвајер          |
| Бен Афлек        | Чаки Саливан          |
| Стелан Скарсгорд | професор Џералд Ламбо |
| Мини Драјвер     | Скајлар               |
| Кејси Афлек      | Морган О`Мали         |
| Кол Хаузер       | Били Макбрајд         |
| Џон Мајтон       | Том                   |

## Награде
- Оскар за најбољег споредног глумца – Робин Вилијамс
- Оскар за најбољи оригинални сценарио – Мет Дејмон и Бен Афлек
- Златни глобус за најбољи сценарио у играном филму - Мет Дејмон и Бен Афлек